# Szarrum-iter
Szarrum-iter – według „Sumeryjskiej listy królów” szósty, ostatni władca należący do dynastii z Mari. Dotyczący go fragment brzmi następująco:
„Szarrum-iter (z Mari) panował przez 9 lat”
Dalej „Sumeryjska lista królów” stwierdza, iż „Mari zostało pokonane, a (siedziba) królestwa została przeniesiona do Kisz”.